# Gregopimpla parvata
Gregopimpla parvata är en stekelart som först beskrevs av Gupta och Tikar 1976.  Gregopimpla parvata ingår i släktet Gregopimpla och familjen brokparasitsteklar. Inga underarter finns listade i Catalogue of Life.